# Saint-Alexandre, Gard
Saint-Alexandre är en kommun i departementet Gard i regionen Occitanien i södra Frankrike. Kommunen ligger i kantonen Pont-Saint-Esprit som tillhör arrondissementet Nîmes. År 2022 hade Saint-Alexandre 1 250 invånare.

## Befolkningsutveckling
Antalet invånare i kommunen Saint-Alexandre
Referens:INSEE